# Lophogastrida
Lophogastrida is een groep kreeftachtigen die behoren tot de orde van de Peracarida. Ze zijn sterk verwant aan de aasgarnalen.

## Anatomie
De bouw van Lophogastrida lijkt sterk op die van Mysida, waarmee ze vroeger samen in een orde werden samengebracht, op enkele duidelijke verschillen na: het enige paar maxillipeden is niet met de kopaanhangsels geassocieerd; het eerste borststuksegment (thoracomeer) is intern niet van de kop afgescheiden; ze bezitten kieuwen maar geen statocyst; het pleon (achterlijf) draagt goed ontwikkelde pleopoden (zwempootjes).

Ze worden normaal tussen 1 tot 8 cm lang, met uitzondering van de reus Gnathophausia ingens, die tot 35 cm lang kan worden.

## Ecologie
Lophogastrida zijn pelagische zwemmers die in alle wereldzeeën voorkomen. Ze voeden zich voornamelijk met zoöplankton.

## Systematiek
Er zijn 58 soorten Lophogastrida beschreven in vier families:
- Eucopiidae, Sars, 1885
- Gnathophausiidae, Udrescu, 1984
- Lophogastridae, Sars, 1870
- Peachocarididae, Schram, 1986